# セガ・システム24
SYSTEM24（システム24）はセガが1988年に発売したアーケードゲーム基板である。水平走査周波数に従来の15.750kHzより高解像度となる24.830kHzモニターを標準使用しており、当時一般的に流通していた業務用ゲームのボードよりも高解像度だったのが特色。

## 概要
前述の高解像度モニター専用であることの他にも、セキュリティーチップも併用しソフト供給を3.5インチのFDで行うことや、フレームバッファ方式による多数のスプライトキャラクターを表示できることなどが特色であり話題となった。また同時期には24.830kHzモニターに対応した『エアロシティ（アップライト型）』と『エアロテーブル26（テーブル筐体型）』の筐体も登場しており、当基板と一体売りされていた。（しかし、まだ当基板がリリースされた当初はまだ、18インチモニターの汎用筐体がまだ数多く流通している時期であり、第2弾のスクランブルスピリッツから当面テーブル筐体のT-13とミドルアップライト筐体のCITY-18向けに水平解像度24khz対応の三和製モニター交換キットが販売された。）
しかし当時としてはROMに比べて安価・大容量で、ゲーム交換も簡易であったフロッピーディスクシステムも、業務用のアーケード筐体内というフロッピーの使用に関して決して良いとは言えない使用環境や、経年劣化によるリードエラーの多発などメンテナンスの煩わしさ、ディスク媒体であることからコピーが容易といった弊害もあった。こういった事情や発表後にはROMの大容量化・低価格化も進んだこともあり、後期のタイトルは全てROMキットのみで供給されることになる。

## スペック
- CPU：モトローラ 68000 10MHz　2個
- 画面解像度：486×384（24.830kHz）　発色：4352／32768色中
- メモリ：RAM 1360Kbyte　ROM 256Kbyte
- 音源：FM音源8音YM2151（OPM）　DAC1音　ステレオ出力
- スクロールキャラクター数：4096キャラ（8dot×8dot）
- スプライトキャラクター数：2000キャラ（16dot×16dot）
- スプライト：フレームバッファ方式。画面内に最大2048個表示（拡大縮小機能あり）
- 画面：BG2面・ウインドウ2面
- ソフト供給：1.44MBフロッピーディスク（+セキュリティーチップ）・ROMキット

## 主なタイトル
- ホットロッド（1988年）[1][2]
- スクランブルスピリッツ[3][4]
- ゲイングランド[5][4]
- クラックダウン（1989年）[6]
- ジャンボ尾崎のスーパーマスターズ（英語版）[7]
- ラフレーサー（英語版）[8][9]
- ボナンザブラザーズ（1990年）[10][11]
- クイズ宿題を忘れました!（1991年）[12][13]
- ダイナミックカントリークラブ[14][15]
- クイズ廊下に立ってなさい![16][17]
- 所さんのまーまーじゃん（1992年）
- クイズめくるめくストーリー[18][19]
- クイズゴーストハンター（1994年）[20][21]
- 所さんのまーまーじゃん2